# 行仁里
25°02′06″N 121°19′19″E / 25.035°N 121.322°E
行仁里位於台灣台北市，是歸於台北市中山區的里之一。

## 範圍
- 東以龍江路與下埤里為界
- 西(北)以民族東路410巷與行孝里為界(五常街以北)
- 西(南)以建國北路三段與行政里為界(五常街以南、榮星花園區域)
- 南以民權東路三段與江寧里為界
- 北以民族東路與大佳里為界。

## 歷史沿革
本里係是79年3月12日里區域調整，由行政里劃編增設，同時命名「行仁里」。

## 設施

### 本里設施
- 榮星花園
- 榮星教會
- 第二果菜市場
- 濱江傳統市場商圈

### 鄰近重要設施
- 松山機場
- 鼎興營區
- 中山高速公路
- 新生公園
- 捷運中山國中站

## 公車站
（包含里界道路）
- 第二果菜市場(民族東路)
- 濱江商圈(龍江路356巷)
- 五常國小(龍江路)
- 行仁里(龍江路)
- 榮星花園(建國北路三段)

## 學區
全里屬於五常國小、五常國中學區